# Kanton Angoulême-2
Angoulême-2 is een kanton van het Franse departement Charente. Het kanton maakt deel uit van het arrondissement Angoulême.

In 2019 telde het 19.002 inwoners.

Het kanton werd gevormd ingevolge het decreet van 20 februari 2014 met uitwerking op 22 maart 2015, met Angoulême  als hoofdplaats.

## Gemeenten
Het kanton omvat volgende gemeenten: 
- Angoulême  (hoofdplaats) (noordelijk deel)
- L'Isle-d'Espagnac